# Tel Sharish
Tel Sharish (hebreiska: תל שריש) är en höjd i Israel.   Den ligger i distriktet Haifa, i den norra delen av landet. Toppen på Tel Sharish är 14 meter över havet.
Terrängen runt Tel Sharish är platt. Havet är nära Tel Sharish västerut.Runt Tel Sharish är det tätbefolkat, med 570 invånare per kvadratkilometer. Närmaste större samhälle är Hadera, 14,0 km söder om Tel Sharish. 